# Isla Sturge

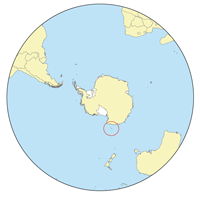
Situación de las islas Balleny.

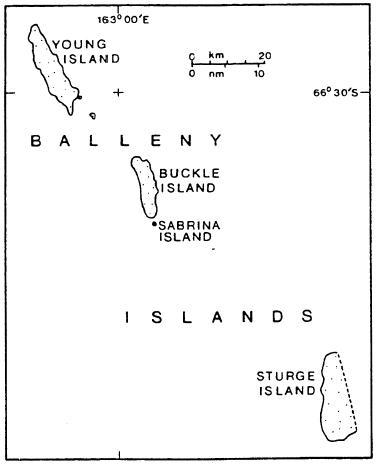
La isla Sturge es la más meridional de las islas Balleny.

La isla Sturge es una de las tres islas principales en las deshabitadas islas Balleny, el archipiélago está localizado en el océano Antártico. Está a 25 km al sudeste de la isla Buckle y 95 km al noreste del cabo Belousov sobre el continente Antártico. Las islas fueron descubiertas por John Balleny en 1839.
La isla Sturge tiene, aproximadamente, la forma de un paralelogramo, con el lado largo al este y a las costas occidentales, las costas más cortas hacia el noroeste y el sudeste. Tiene unos 4 km de ancho, y su longitud máxima es de 12 km, entre el cabo Freeman en el norte y el cabo Smyth en el sur.
El punto más alto son 1500 m, el inaccesible pico Brown. Este es el punto más alto de la cadena de las islas Balleny.

## Reclamación territorial
La isla es reclamada por Nueva Zelanda como parte de la Dependencia Ross, pero esta reclamación está sujeta a las disposiciones del Tratado Antártico.